# 김상기 (언론인)
김상기(金相琪, 1918년 4월 14일 - 2011년 7월 3일)는 동아일보의 사장과 부회장, 회장을 역임한 대한민국의 언론인이다. 대한민국의 제2대 부통령을 역임한 인촌 김성수와 그의 첫부인 고광석이 사망하고 혼인한 이아주의 3남이며 동아일보 제2~4대 명예회장을 지낸 김상만의 친가 이복 동생이다.
DBS 동아방송국장, 동아일보 사장, 동아일보 부회장을 거쳐 동아일보 회장 등을 역임했다. 이명박 정부의 외교·안보담당 수석비서관 김병국의 아버지이다.

## 생애
1918년 4월 14일 전라북도 고창에서 인촌 김성수와 그의 첫 부인 고광석 사망하고 이아주 부인 소생 3남으로 출생해 중앙중학교와 보성전문학교 상과를 거쳐 일본으로 유학, 와세다 대학(早稻田大學) 상과를 졸업했다. 1957년 동아일보에 입사해 동아일보사에서 동아일보 출판부장과 DBS 동아방송 국장, 동아일보 사장, 동아일보 부회장을 거쳐 동아일보 회장 등을 역임했다.
1981년 3월 2일 사장 취임사를 통해 "역사의 물줄기가 바뀌는 기로에 당면한 현 상황에서 동아일보의 사장 자리는 영광의 좌석이 아니라 고난의 자리임을 잘 알고 있다"며 "언론자유를 위한 투쟁은 오랜 시일이 걸리는 일종의 지구전이기 때문에 동아의 과거가 그랬듯, 반드시 승리한다는 신념으로 궁극의 목표를 향해 꾸준하고 의연하게 전진해 나가자"고 민주주의를 향한 강한 의지를 밝혔다.
김 전 회장은 다양한 문화사업으로 국내 문화 발전에도 앞장섰다. 1981년에는 서울 여의도 사옥에 '동아문화센터'를 개설해 평생교육의 장을 열었다. 1984년에는 '음악동아', '월간 멋' 등 2개의 월간지를 창간하며 잡지 저널리즘의 영역을 확장했다. 4월 음악동아 창간호는 '지휘봉의 제왕 카라얀', '스페셜 인터뷰-윤이상' 등을 실어 클래식 애호가들 사이에 큰 인기를 끌었다.
사장(1981~82년)과 회장(83~89년) 재직 시 서울 여의도 사옥에 동아문화센터를 개설하고, '음악동아', '월간 멋' 등 2개의 월간지를 창간하는 등 사세를 키웠다. 1981년 신년호부터 12면에서 16면으로 증면했다. 발행부수도 1979년 100만 부에서 5년 새 50만 부가 증가해 1984년에는 한국 일간신문 사상 최초로 발행부수 150만 부를 돌파 하기도 했다.
1987년 '박종철 군 고문 치사사건' 보도로 정점을 이뤘다. 그해 1월 19일자 동아일보는 12개 면 중 6개면에 걸쳐 박 군 치사사건을 대대적으로 보도하며 사회적으로 큰 반향을 일으켰다. 이는 6·10 민주화운동을 촉발한 결정적인 사건이었다. 전두환 정부의 압력에도 불구하고 박종철 치사사건 보도를 그대로 내보내기도 했다.
노태우 당시 민정당 대표의 6·29선언이 나온 날에는 서울시내 가판대에서만 동아일보 40만 2800부가 팔리기도 했다.
1991년 3월 동아일보 고문, 이후 성곡학술문화재단 감사로도 피선되었다. 그밖에 한국민간방송협회 이사와 방송윤리위원회 부위원장을 역임하기도 했다.

## 가족 관계
- 부인 : 원종숙
  - 딸 : 김창원
  - 사위 : 이종훈(사업[7])
  - 딸 : 김영원
  - 사위 : 이민교(변호사[7])
  - 딸 : 김효신
  - 아들 : 김병국(1959년 3월 18일 ~ , 한국국제교류재단 이사장·고려대 정치외교학과 교수)
  - 며느리 주영아[7]
  - 아들 : 김병표((주) 주원 대표이사)
  - 며느리 신준희[7]

## 평가
1981~82년 동아일보 사장, 1983~1989년 회장을 지내며 엄혹한 군사정권의 압박 하에서도 신문경영 일선에서 한국의 민주주의 발전을 위해 노력했다는 평가가 있다.
그에 의하면 그는 1981년 3월2일 사장 취임사를 통해 "역사의 물줄기가 바뀌는 기로에 당면한 현 상황에서 동아일보의 사장 자리는 영광의 좌석이 아니라 고난의 자리임을 잘 알고 있다"며 "언론자유를 위한 투쟁은 오랜 시일이 걸리는 일종의 지구전이기 때문에 동아의 과거가 그랬듯, 반드시 승리한다는 신념으로 궁극의 목표를 향해 꾸준하고 의연하게 전진해 나가자"고 민주주의를 향한 강한 의지를 밝혔 으며, 그의 이런 뜻은 동아일보의 1987년 '박종철 군 고문 치사사건' 보도로 정점을 이뤘다. 그해 1월 19일자 동아일보는 12개 면 중 6개면에 걸쳐 박 군 치사사건을 대대적으로 보도하며 사회적으로 큰 반향을 일으켰다. 이는 6·10 민주화운동을 촉발한 결정적인 사건이었다. 노태우 당시 민정당 대표의 6·29선언이 나온 날에는 서울시내 가판대에서만 동아일보 40만 2800부가 팔리기도 했다.

## 기타
김 전 회장은 다양한 문화사업으로 국내 문화 발전에도 앞장섰다. 1981년에는 서울 여의도 사옥에 '동아문화센터'를 개설해 평생교육의 장을 열었다. 1984년에는 '음악동아' '월간 멋' 등 2개의 월간지를 창간하며 잡지 저널리즘의 영역을 확장했다. 4월 음악동아 창간호는 '지휘봉의 제왕 카라얀' '스페셜 인터뷰-윤이상' 등을 실어 클래식 애호가들 사이에 큰 인기를 끌었다.
그는 또한 동아일보의 사세 확장에도 기여했다. 동아일보는 1981년 신년호부터 12면에서 16면으로 증면했다. 발행부수도 1979년 100만부에서 5년 새 50만 부가 증가해 1984년에는 한국 일간신문 사상 최초로 발행부수가 150만부를 돌파하며 명실상부한 국내 최고 신문으로서 입지를 확고히 했다.

## 같이 보기
- 김성수
- 김상만
- 김연수
- 송진우
- 장덕수
- 안재홍
- 신익희
- 윤치영